# Abdulaziz al-Omari
Abdulaziz al-Omari (arabisk: عبد العزيز العمري, ʿAbd al-ʿAzīz al-ʿUmarī, også translittereret Abdul Aziz Alomari) (født 28. maj 1979, død 11. september 2001) var en af de fem mænd, der nævnes af FBI som flykaprere af American Airlines Flight 11 i terrorangrebet den 11. september 2001. 
al-Omari kom fra 'Asir, en fattig provins i det sydvestlige Saudi-Arabien. Han var gift og havde en datter.